# 나쁜 녀석들 : 악의 도시
《나쁜 녀석들 : 악의 도시》는 2017년 12월 16일부터 2018년 2월 4일까지 OCN에서 방영된 드라마이다.

## 등장 인물
- (†) 표시는 드라마 상에서 최종적으로 사망한 인물이다.

### 주요 인물
- 박중훈 : 우제문 역 - 본작의 페이크 주인공. 서원지검 검사
- 주진모 : 허일후 역 (아역 안도규) - 본작의 진 주인공 1. 소규모 식당 운영. 과거 동방파 행동대장
- 양익준 : 장성철 역 (†)[1] - 본작의 서브 주인공 1. 98 아시안게임 복싱 특채 강력계 형사
- 김무열 : 노진평 역 (†, 1회 ~ 8회)[2] - 본작의 서브 주인공 2. 서원지검 3년 차 검사
- 지수 : 한강주 역 - 본작의 진 주인공 2. 속칭 형받이

### 서원시
- 송영창 : 배상도 역 - 본작의 진 최종 보스. 서원시장
- 주진모 : 이명득 역 - 서원지검 검사장
- 김유석 : 반준혁 역 - 서원지검 차장 검사 → 서원지검 검사장
- 박수영 : 신주명 역 - 서원지검 소속 수사관
- 옥자연 : 양필순 역 - 서원남부경찰서 소속 형사

### 현승그룹 · 동방파
- 김홍파 : 조영국 역 - 본작의 중간 보스. 현승그룹 회장. 과거 동방파 보스
- 최귀화 : 하상모 역 - 조영국의 오른팔. 현재 동방파 보스
- 정석원 : 서일강 역 - 하상모의 오른팔. 현재 동방파 행동 대장
- 장신영 : 김애경 역 - 조영국의 세무사

### 배상도 라인
- 김지숙 : 배영주 역 - 본작의 히든 보스. 배상도의 큰 누나. 비선 실세이자 악의 도시
- 이초아 : 오세경 역 - 본작의 만악의 근원이자 흑막. 배영주의 딸. 정치 컨설턴트
- 임현성 : 강삼식 역 - 본작의 더블 최종 보스격 중간 보스. 조선족 청부업자

### 그 외 인물
- 류태호 : 차석기 역 - 서원지검 3차장 검사
- 이윤희 : 민태식 역 - 인권변호사. 前 서원지검 부장 검사
- 조선주 : 성지수 역 - 서원지검 부장검사
- 지승현 : 주재필 역 - 살인 청부 업자
- 정하담 : 김윤경 역 - 마약에 취한 고등학생
- 홍지윤 : 한소영 역 - 강주 동생. 시장 비서
- 박기선
- 박수현
- 박상용
- 김승현 : 박상명 역 - 동방파 하상모의 오른팔
- 원근수
- 금광산 : 김광산 형사 역 - 서원남부경찰서 소속 형사
- 한동희
- 윤종인 : 김재현 역 - 형사
- 강인서 : 호준 역 - 서원남부경찰서 형사. 장성철의 부하
- 이충훈
- 탁호진
- 장원진 : 홍경 - 서원남부경찰서 형사. 장성철의 부하
- 정도원
- 김서경
- 장문석
- 유지혁 : 김석수 역
- 박도준
- 남상백
- 손승훈
- 박영준
- 채호병
- 박승태
- 미석
- 김동규
- 서왕석
- 권오진
- 류기산
- 김승태
- 유영복
- 성찬호
- 최교식
- 민대식
- 전익령 : 박창준의 부인 역
- 권혁범 : 노상훈 역 - 마약상. 한소영 살해 미수범
- 홍동영 : 민수 역 - 김애경의 아들
- 한재영 : 박진태 역 - 반준혁 사무실의 검찰 수사관
- 임용순
- 김성강
- 송유담
- 김익태
- 김민재 : 황민갑 역 - 서원중부경찰서 형사
- 장명갑 : 장경장 역 - 서원중부경찰서장
- 한희정 : 검찰총장 비서 역
- 유병선 : 최태준 역 - 마약상. 양필순 살해범
- 김미경 : 김윤경 모 역 - 반찬 가게 주인
- 송요셉
- 김기남
- 김슬현
- 박상훈
- 문성복
- 이달 : 조영기 역 - 장관 아들. 인북동 초등학생 살인 사건의 진범
- 유병훈 : 똘마니 역
- 정동근 : 서원지검 특수 3부 수사관 역
- 박충환
- 주영호 : 오성찬 역 - 술집 웨이터. 前 동방파 조직원. 허일후의 부하이자 오른팔
- 태원석 : 효광 역. 동방파 조직원
- 김병철 : 서원중부경찰서 형사 역
- 박진수
- 신원우
- 오성수 : 조상순 역 - 가짜 마석기. 전 서원중부경찰서 형사.
- 권진우
- 최홍일 : 김명민 역 - 서원지검 차장 검사
- 유용범
- 이재우
- 임동욱
- 이상회
- 이지하 : 김경임 역
- 홍승범 : 배상도 시자 보좌관 역
- 문호진
- 박채익
- 정현석
- 김지은
- 백인권
- 나대한
- 나석민
- 황유림 : 나라 역 - 신주명의 딸

### 특별출연
- 김병춘 : 연쇄 살인마 역 - 서울 동북부 연쇄살인범
- 김정학 : 박창준 역 - 수사관
- 정한용 : 정한용 역 - 검찰총장
- 이한위 : 류석기 역 - 대검찰청 차장 검사
- 김상중 : 오구탁 역
- 조동혁 : 정태수 역

## 촬영지
- 대전광역시청 - 검찰청
- 선문대학교 아산캠퍼스 - 대검찰청

## 시청률
최저 시청률과 최고 시청률은 시청률 조사회사와 지역별로 시청률에 차이가 있을 수 있습니다.
| 2017년 | 2017년    | 2017년     | 2017년      |
| 회차   | 방송일    | AGB 시청률 | TNmS 시청률 |
| ------ | --------- | ---------- | ----------- |
| 1화    | 12월 16일 | 2.598%     | 3.9%        |
| 2화    | 12월 17일 | 4.195%     | 4.6%        |
| 3화    | 12월 23일 | 2.980%     | 2.8%        |
| 4화    | 12월 24일 | 3.966%     | 3.9%        |
| 5화    | 12월 30일 | 3.377%     | 2.9%        |
| 6화    | 12월 31일 | 3.945%     | 3.6%        |
| 2018년 |           |            |             |
| 7화    | 1월 6일   | 3.210%     | 3.1%        |
| 8화    | 1월 7일   | 3.948%     | 3.9%        |
| 9화    | 1월 13일  | 3.485%     | 3.1%        |
| 10화   | 1월 14일  | 4.257%     | 3.8%        |
| 11화   | 1월 20일  | 3.450%     | 3.1%        |
| 12화   | 1월 21일  | 4.064%     | 4.3%        |
| 13화   | 1월 27일  | 3.456%     | 4.2%        |
| 14화   | 1월 28일  | 4.012%     | 4.4%        |
| 15화   | 2월 3일   | 3.717%     | 3.9%        |
| 16화   | 2월 4일   | 4.797%     | 4.8%        |

## 참고 사항
- 노진평 역은 강하늘이 캐스팅됐지만 군입대 날짜와 촬영기간이 겹치면서 조율이 불가능해져 불발됐다.[5]
- 한강주 역은 엄태구가 캐스팅됐지만 촬영준비를 하다 다리부상을 입어 불발됐다.[5]
- 장명갑, 한정훈, 조연희, 임현성, 백인권, 김기남, 김병춘, 금광산, 김홍파, 강인서, 정도원, 주영호와 이초아는 드라마 《38사기동대》 이후로 2개월만에 재회한다.
- 최귀화와 김민재는 영화 《26년》 이후로 6개월, 《더 킹》 이후로 1개월만에 재회한다.
- 최귀화, 백인권과 류태호는 영화 《택시운전사》 이후로 1개월만에 재회한다.

## 같이 보기
- 형사 드라마
- 대한민국의 텔레비전 드라마 목록 (ㄴ)
- 2017년 대한민국의 텔레비전 드라마 목록
- 나쁜 녀석들
- 나쁜 녀석들: 더 무비
- 나쁜 녀석들 시리즈